# Klosterkapelle Bredenscheid
Die Klosterkapelle Bredenscheid befindet sich im Haus Theresia an der Hackstückstraße 37 im Ortsteil Bredenscheid von Hattingen. Sie zählt zur Pfarrei St. Peter und Paul.
Die aktuelle Ausmalung der Kapelle wurde nach Entwürfen von Angelika Mohr aus Bochum ausgeführt. Von der Mitte, dem Tabernakel, strömen die Wasser des Lebens. Im Zuge des Anstrichs wurde auch die Statue des heiligen Antonius von Padua angebracht. Die Reliquien des Heiligen, die seit der Gründung der Schwestern zum Zeugnis der Liebe Christi in deren Besitz sind, wurden ein einen eigens dafür angefertigten Bronzebehälter eingestellt.